# Front populaire ivoirien
Pour les articles homonymes, voir FPI et Front populaire.
Le Front populaire ivoirien, souvent abrégé FPI, est un parti politique ivoirien créé dans la clandestinité en 1982, constitué en parti politique en 1988 et reconnu officiellement en 1990.
Le FPI a été membre de l'Internationale socialiste jusqu'en 2011, lors de la crise ivoirienne de 2010-2011 ayant fait plus de 3 000 morts. Au pouvoir en Côte d'Ivoire sous la présidence de Laurent Gbagbo (de 2000 à 2011), il constitue ensuite un temps le principal parti d'opposition du pays.

## Historique

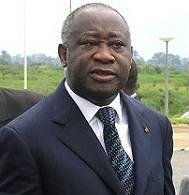
Laurent Gbagbo, fondateur et figure emblématique du parti de 1982 à 2011.

Le Front populaire ivoirien est créé par Laurent Gbagbo et son épouse Simone Gbagbo en 1982, sous la forme d'un mouvement clandestin d'obédience marxiste-léniniste. La Côte d'Ivoire est alors dirigée par Félix Houphouët-Boigny, et le paysage politique dominé par le PDCI-RDA en tant que parti unique. Le mouvement se constitue en parti politique en 1988 et milite pour l’instauration du multipartisme. Le FPI est officiellement reconnu comme parti politique en 1990, et se réclame alors du socialisme démocratique et de la lutte contre le néocolonialisme.

### Au pouvoir (2000-2010)
Dans la période de 2000 à 2010 pendant laquelle le FPI a accédé au pouvoir, les membres du gouvernement issus du parti ont mis en œuvre une politique dite de « refondation », dont l'objectif était de mener le pays sur la voie du développement. Cette période est caractérisée par une violence politique permanente, l'apparition d'agoras haranguant les foules avec l'idéologie du parti axée sur une ivoirité discriminatoire, et les violences quotidiennes de milices tels que les Jeunes patriotes ou issus de la Fédération estudiantine et scolaire de Côte d'Ivoire, constituées au cours des années 1990.

### «Crise post-électorale» (2010-2011)
Le 29 mars 2011, le FPI est exclu de l’Internationale socialiste à la suite de la violence des propos et des actions émises par les cadres du parti, depuis le commencement de la crise ivoirienne de 2010-2011, et à la suite des dérives de Laurent Gbagbo, avant son arrestation. Les tensions entre les cadres dirigeants du parti conduisent Mamadou Koulibaly à démissionner du FPI et à fonder par la suite le LIDER en juillet 2011.

### Déchirements internes
Après la fin de la crise post-électorale, le Front populaire ivoirien se divise entre les soutiens farouches du couple Gbagbo et défendant une ligne très dure, et les « colombes », et ceux souhaitant un renouveau du parti, plus modéré et sans Laurent Gbagbo,. En effet, les « ultras » menés par Aboudramane Sangaré, considèrent le président Gbagbo comme le seul légitime et le président Alassane Ouattara comme un dictateur installé en 2011 par la France et les Nations unies.
Ces divergences se transforment en une guerre interne virulente lorsque le président du FPI, Pascal Affi N'Guessan, engage un processus de redynamisation et de rajeunissement du parti, renoue le dialogue avec le gouvernement et la présidence et commence à exprimer le souhait de se présenter à l'élection présidentielle de 2015. 
Les « ultras », qui contestent la légitimité du premier en tant que président du parti, l'accusent alors d'être un traître et de chercher à pousser Laurent Gbagbo, en attente de procès à la cour pénale internationale, hors de la scène politique ivoirienne.  De façon générale, ils refusent toute participation à une quelconque élection sans la libération de Gbagbo. Le 29 décembre 2014, la justice ivoirienne a invalidé la candidature de Gbagbo, à la suite d'une plainte déposée par Pascal Affi N'Guessan, qui devient alors définitivement un « collabo » aux yeux des ultras,.
Le 3 avril 2015, la justice ivoirienne confirme aussi Pascal Affi N'Guessan dans sa fonction de président du FPI, et interdit à Aboudramane Sangaré et ses soutiens (Simone et Michel Gbagbo entre autres) d'utiliser le nom et le logotype du parti.
Le 25 octobre 2015, Affi N'Guessan arrive deuxième de la présidentielle, remportée dès le premier tour par le président sortant Alassane Ouattara.
En 2015, Justin Koua, cadre du FPI, est condamné en même temps que Nestor Dahi et Sébastien Dano Djédjé pour discrédit sur une décision de justice et trouble à l'ordre public par le tribunal correctionnel d'Abidjan en raison de leur participation le 30 avril 2015 au congrès du FPI à Mama, village natal de l’ex-chef d’Etat, Laurent Gbagbo, qui n’avait pas été autorisé.
Le 4 août 2018, Laurent Gbagbo est élu président de la faction dissidente du Front populaire ivoirien lors du congrès de Moossou.
À partir de 2019 et en vue de l'élection présidentielle d'octobre 2020, le FPI « tendance Gbagbo » se rapproche du PDCI. En avril 2020, un accord-cadre est signé entre les deux partis et en juin 2020, les deux partis appellent leurs militants à « travailler de concert ». Néanmoins, les deux partis ont prévu de présenter chacun un candidat à l'élection présidentielle. En janvier 2020, Gbagbo et Affi N'Guessan se rencontrent et s'engage un processus de réconciliation entre les deux FPI, la tendance Gbagbo, généralement nommée GOR pour « Gbagbo ou rien » et la tendance Affi N'Guessan.
Pascal Affi N'Guessan est le candidat du FPI officiel pour l'élection présidentielle, mais l'opposition décide de boycotter le scrutin pour protester contre le choix, considéré comme inconstitutionnel, du président Ouattara de briguer un troisième mandat. Affi N'Guessan est mis en prison peu après l'élection pour « complot contre l'autorité de l'État », « mouvement insurrectionnel », « assassinat » et « actes de terrorisme ».

### Départ définitif des pro-Gbagbo
En août 2021, Laurent Gbagbo annonce abandonner le FPI à son rival et son intention de créer un nouveau parti. Peu après, Pascal Affi N'Guessan convoque une réunion extraordinaire du comité central du parti. Ce dernier vote une motion stipulant que Laurent Gbagbo « ne fait plus partie du FPI ». Ce nouveau parti, appelé Parti des peuples africains – Côte d'Ivoire (PPA-CI), est fondé les 16 et 17 octobre 2021 et Laurent Gbagbo en est élu président. Le parti se définit comme panafricaniste et socialiste,.

### Alliance avec le RHDP
En janvier 2023, Pascal Affi N'Guessan annonce que le FPI va s'allier avec le Rassemblement des houphouëtistes pour la démocratie et la paix (RHDP), alliance de partis au pouvoir, constituée autour du Rassemblement des républicains (droite libérale) du président Alassane Ouattara. Cette alliance doit être effective pour les élections locales de 2023 et, possiblement perdurer jusqu'à l'élection présidentielle de 2025. L'accord d'alliance, présenté comme un « barrage » contre ceux « qui ne partagent pas notre objectif de réconciliation nationale, de cohésion sociale et de démocratie » est signé en mai 2023 par Pascal Affi N'Guessan et Alassane Ouattara.
En avril 2023, Pascal Affi N'Guessan annonce sa candidature, sous l'étiquette du FPI, au conseil régional du Moronou lors des élections régionales de septembre 2023. Avec l'accord avec le RHDP, Affi N'Guessan est le candidat de l'alliance dans la région. Il est toutefois battu par Véronique Aka (PDCI) qui obtient 62,9 % des voix. Après ces élections, le FPI ne contrôle plus aucune région ni ville,.
En septembre 2024, le FPI décide de rompre son accord avec le RHDP, le considérant « préjudiciable, sans objet et caduc » et dénonçant le manque d'actions conjointes visant à la réconciliation nationale. Cette rupture est aussi le constat d'un échec électoral : depuis la signature de cet accord, le FPI a perdu plusieurs fiefs, y compris la seule région qu'il détenait.

## Personnalités
Outre les personnalités citées précédemment, le FPI compte d'autres membres notables tels que (liste non exhaustive) :
- Émile Boga Doudou
- Boniface Ouraga Obou
- Augustin Kouadio Komoé
- Nango Kangah
- Christine Konan
- Paul Antoine Bohoun Bouabré
- Sébastien Djédjé Dano
- Harris Memel-Fotê
- Christine Adjobi
- Michel Amani N'Guessan
- Gilbert Bleu-Lainé
- Alphonse Douati
- Jean-Baptiste Gomont Diagou
- Léon Emmanuel Monnet
- Hubert Oulaye
- Désiré Asségnini Tagro
- Louis-André Dacoury-Tabley
- Assoa Adou (faction GOR)
- Damana Adia Pickass

## Presse
L'organe de presse du Front populaire ivoirien est Notre Voie.